# Henrique Valmir da Conceição
Henrique Valmir da Conceição, mais conhecido como China (Espumoso,13 de setembro de 1959), é um ex-futebolista brasileiro que jogava como volante.

## Carreira

### Jogador
Natural de Espumoso e criado em Passo Fundo, começou a jogar no 14 de Julho de Passo Fundo depois foi para a Chapecoense.
Foi ídolo do Grêmio, onde chegou em 1980 e fez parte da equipe que conquistou os títulos do Campeonato Gaúcho (1980), Campeonato Brasileiro (1981), Copa Libertadores (1983) e Copa Intercontinental (1983).
Em 1983, fez cinco jogos pela Seleção Brasileira.
Jogou também no Vasco da Gama em 1984, Noroeste em 1988 no Beira-Mar de 1990 a 1992 passou também pelo Leixões de 1992 a 1994 e no Passo Fundo.

### Treinador
Esteve no 7 de Setembro, time de Dourados (MS), antes de chegar em 2008 ao 14 de Julho de Santana do Livramento para a disputa do Campeonato Gaúcho da segunda divisão.

## Títulos
Chapecoense
- Taça Santa Catarina: 1979

Grêmio
- Copa Intercontinental: 1983
- Copa Libertadores da América: 1983
- Campeonato Brasileiro: 1981[4]
- Campeonato Gaúcho: 1979, 1980, 1985[8], 1986 e 1987[9]